# Quinto, Elveția
Quinto este o localitate din cantonul Ticino, Elveția.